# 劳尔·卡斯特罗
劳尔·莫德斯托·卡斯特罗·鲁斯（西班牙語：Raúl Modesto Castro Ruz；1931年6月3日—），古巴革命家、军事家、政治家，曾任古巴共产党中央委员会第一书记、古巴国务委员会主席、古巴部长会议主席和古巴革命武装力量总司令。為古巴前領導人菲德尔·卡斯特罗之弟，是七二六起义和古巴革命的主要领导人之一。
勞爾·卡斯特羅在2021年4月16至19日召開的古巴共產黨第八次全國代表大會上正式退休，其中央委員會第一書記的職務正式確定由米格爾·迪亞斯-卡內爾接任。
劳尔·卡斯特罗仍担任宪法改革委员会主席以及代表古巴圣地亚哥省塞贡多弗伦特市的全国人民政权代表大会代表。

## 早年经历
劳尔·卡斯特罗于1931年6月3日出生，比兄长菲德尔·卡斯特罗小5岁。由于父亲安赫尔·卡斯特罗经营有方，除种植甘蔗外，还经营木材生意，劳尔童年时代的生活比较优越。5岁时，劳尔就上了学，并且寄宿在学校。他对书本很感兴趣，但不太会洗澡，也不太会穿衣，起居生活经常需要别人帮助。童年时的劳尔很淘气，放学后经常骑着车转悠，享受从山坡上顺势而下的乐趣，有时他还故意让车撞在钢琴上，听钢琴被撞击后发出的声音。从外表上看，劳尔与两位兄长相去甚远。因为面部轮廓与东方人接近，小时候家里人还送给他一个绰号：“中国人”。
5岁时，他与哥哥拉蒙和菲德尔一同就读于圣地亚哥的寄宿制学校拉萨勒兄弟学校学习，三人均因纪律问题被开除。随后，转入多洛雷斯学院。后来，他继续在哈瓦那的伯利恒耶稣会预备学校（简称伯利恒学院）学习，这所学校也是他的哥哥菲德尔的母校。但由于学习成绩不佳，劳尔在伯利恒学院的表现不理想，最终被开除。被伯利恒学院开除后，劳尔开始与父亲一起在家族农场工作；期间，他完成军事学校的学业。1950年，应哥哥菲德尔的要求，父母再次将他送往哈瓦那大学学习公共行政。

## 革命生涯

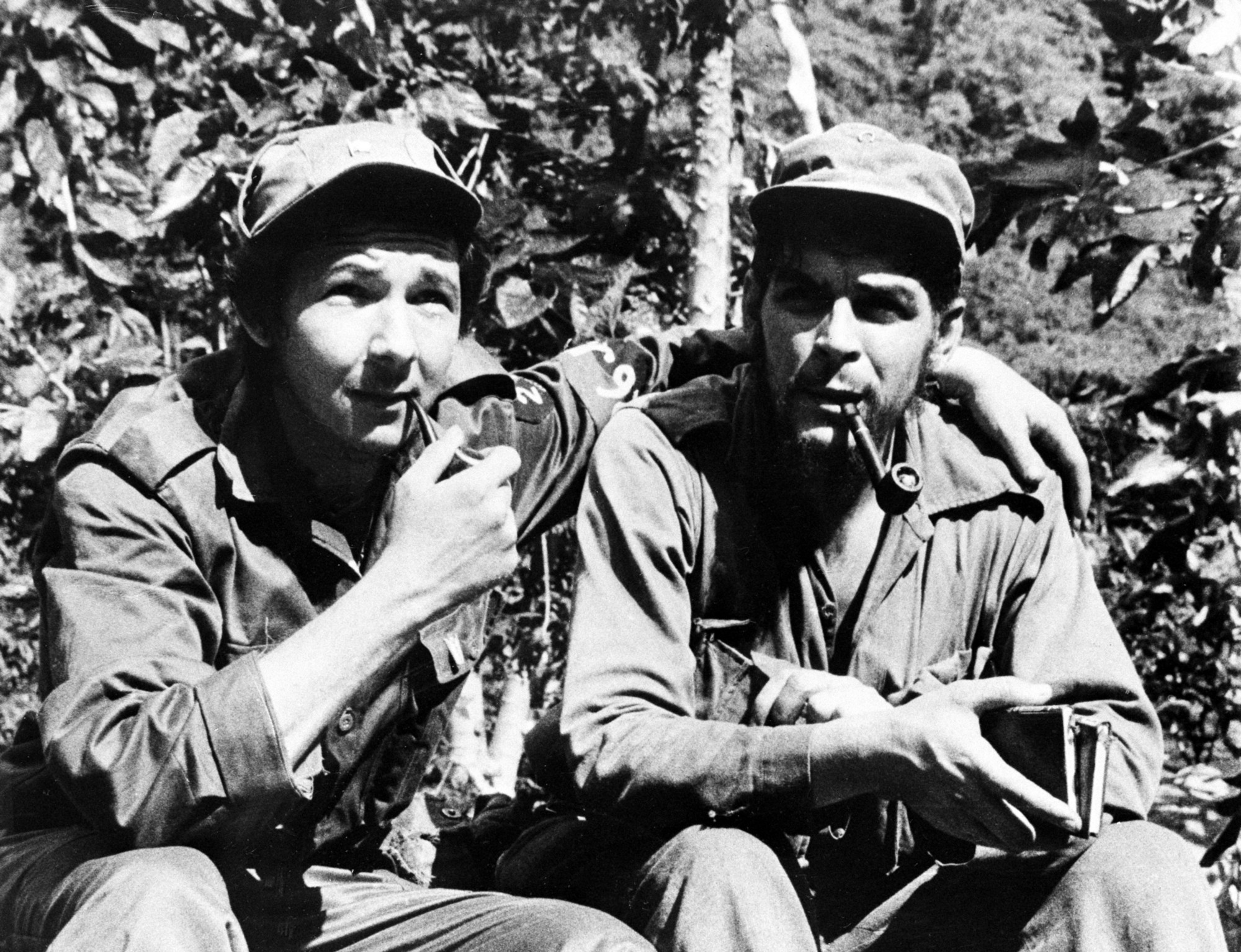
劳尔·卡斯特罗和切·格瓦拉，古巴东方省，1958年

劳尔在哈瓦那大学学习时，对政治颇感兴趣，并积极参加各种政治活动。与菲德尔不同，劳尔并未参加正统党的活动，而是加入人民社会党（原名古巴共产党）领导的青年组织“人民社会主义青年”。1953年初，劳尔赴维也纳出席世界青年大会，又到布加勒斯特参加第4届世界青年与学生联欢节，还访问布拉格等地，见识东欧国家的社会主义建设。
回国后，劳尔开始与兄长一道，积极参与反对巴蒂斯塔独裁政权的斗争。1953年7月26日，26岁的菲德尔·卡斯特罗与21岁的劳尔·卡斯特罗率134名青年攻打圣地亚哥的蒙卡达兵营，想夺取武器后在全国掀起武装斗争。由于力量相差悬殊，大部分起义者被杀。卡斯特罗兄弟被关进松树岛的模范监狱。此役也让菲德尔·卡斯特罗一夜名扬世界。
此后，劳尔与菲德尔一起坐牢，一起流亡到墨西哥。1955年，劳尔在墨西哥城结识了阿根廷医生切·格瓦拉，并把他引荐给兄长菲德尔。1956年，他们一起乘坐格拉玛号游艇回到古巴，开展游击战争。1958年2月27日，劳尔获得少校军衔。他率领一支数百人的队伍，在奥连特省东北部开辟了第二战场，称作“弗兰克·派斯东方战线”。经过不断斗争，他们终于在1959年1月1日推翻了巴蒂斯塔独裁统治，取得了古巴革命的胜利。

## 政治生涯

### 副手
自1959年古巴革命胜利以来，劳尔一直作为兄长菲德尔的副手，协助他领导古巴。正是在劳尔和切·格瓦拉的影响下，菲德尔·卡斯特罗最终决定让古巴走社会主义道路。劳尔长期担任古巴共产党中央政治局委员、中央委员会第二书记、古巴国务委员会和部长会议第一副主席兼革命武装力量部部长（即国防部长）。
1961年4月17日凌晨，从危地马拉出发的1000多名美国雇佣军在美国飞机和军舰的掩护下，在一个名叫吉隆滩的地方登陆，并一度占领了吉隆滩和附近的一些地方。古巴军队和民兵在劳尔的指挥下，经过72小时的激战，全部歼灭了敌人，粉碎了美国武装干涉古巴的企图。
2006年，由于菲德尔·卡斯特罗因病入院，劳尔·卡斯特罗于同年7月31日通过權力移交接管了主席职责。根据古巴宪法第94条，国务委员会主席患病或死亡时职责由副主席接管。

### 接替兄长
2008年2月24日，劳尔·卡斯特罗在第七届全国人民政权代表大会上当选国务委员会主席和部长会议主席，在此之前的2月19日菲德尔·卡斯特罗宣布不准备再担任主席职务。

### 成为领袖
2011年4月，劳尔·卡斯特罗在古巴共产党第六次全国代表大会上当选中央委员会第一书记，正式接替菲德尔·卡斯特罗成为古巴最高领导人。劳尔接掌政权之后推行一系列经济改革措施，振兴古巴经济，提升人民生活水平。
2013年2月25日，經古巴全國人民政權代表大會選舉，連任古巴國務委員會主席和部長會議主席，任期5年。勞爾任內推動「廢除領導幹部職務終身制」，他表示這將是他最後一個任期。
2016年4月，劳尔·卡斯特罗在古共第七次全国代表大会上连任中央委员会第一书记，他表示会继续推动改革。

### 权力交接
2017年12月21日，古巴第八届全国人民政权代表大会第十次会议决定将原定2018年2月24日举行的新一届国家领导人选举，推迟至4月19日举行。
2018年4月19日，米格尔·迪亚斯-卡内尔接替卡斯特罗在全國人民政權代表大會當選為古巴國務委員會主席和部長會議主席。2021年4月19日，已经89岁高龄的劳尔·卡斯特罗在古巴共产党第八次全国代表大会后辞去古共中央第一书记一职退休，由米格尔·迪亚斯-卡内尔接任，也宣告了持续超过六十年的卡斯特罗时代的终结。

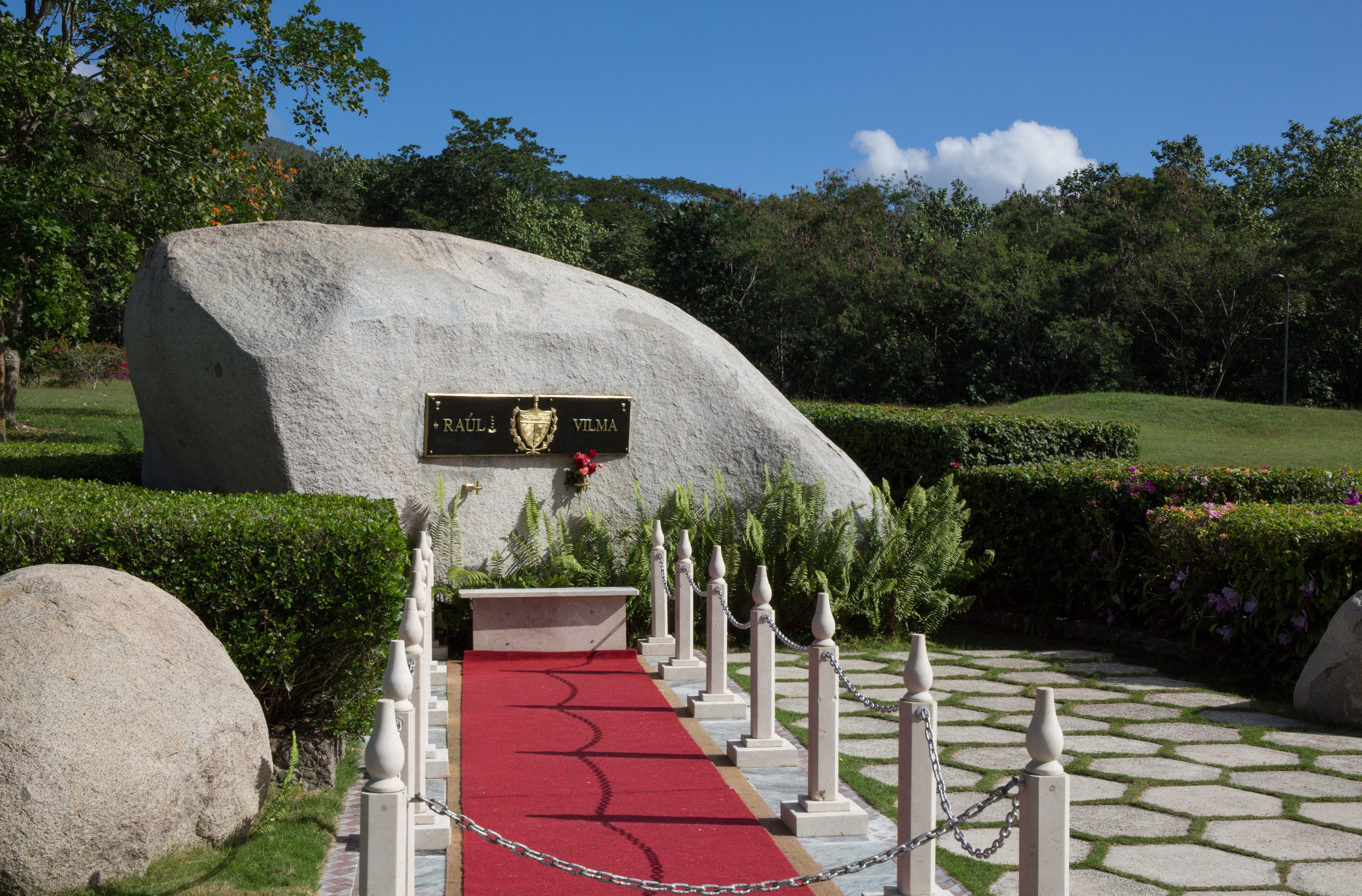
勞爾·卡斯楚的壽墳與妻子比爾瑪·埃斯平的墓地，位於塞貢多弗倫特東方第二戰線陵園內。

## 批评
2016年11月2日，非政府组织「无国界记者」把劳尔⋅卡斯特罗列入“新闻自由掠夺者”名单。

## 荣誉

### 外国勋章奖章
- 金星勋章（越南，2018年3月29日于哈瓦那革命宫颁发[17]）
- 友谊勋章（中華人民共和國，2019年9月30日）：感谢其在促成古巴在拉美率先同中華人民共和國建交，推动、深化中古、中拉友好上作出的杰出贡献[18][19]。

## 外部連結
- 古巴共產黨

| 政党职务               | 政党职务                                          | 政党职务                              |
| ---------------------- | ------------------------------------------------- | ------------------------------------- |
| 前任： 菲德尔·卡斯特罗 | 古巴共产党中央委员会第一书记 2011年－2021年       | 繼任： 米格爾·迪亞斯·卡內爾           |
| 新頭銜                 | 古巴共产党中央委员会第二书记 1965年－2011年       | 繼任： 何塞·马查多                    |
| 官衔                   |                                                   |                                       |
| 前任： 菲德尔·卡斯特罗 | 古巴国务委员会主席 2008年－2018年                 | 繼任： 米格尔·迪亚斯-卡内尔           |
| 前任： 菲德尔·卡斯特罗 | 古巴部长会议主席 2008年－2018年                   | 繼任： 米格尔·迪亚斯-卡内尔           |
| 新頭銜                 | 古巴国务委员会兼部长会议第一副主席 1976年－2008年 | 繼任： 何塞·马查多                    |
| 新頭銜                 | 古巴革命武装力量部部长 1959年－2008年             | 繼任： 卡萨斯·雷盖罗                  |
| 军职                   |                                                   |                                       |
| 前任： 菲德尔·卡斯特罗 | 古巴革命武装力量总司令 2008年－2021年             | 繼任： 米格爾·迪亞斯·卡內爾           |
| 外交職務               |                                                   |                                       |
| 前任： 菲德尔·卡斯特罗 | 不结盟运动秘书长 2008年－2009年                   | 繼任： 穆罕默德·穆巴拉克 （埃及总统） |